# Asia Vieira
Pour les articles homonymes, voir Vieira.
Asia Vieira est une actrice canadienne, née le 18 mai 1982 à Toronto (Canada).

## Filmographie

### Cinéma
- 1988 : Le Prix de la passion (The Good Mother) : Molly
- 1992 : 4 New-yorkaises (Used People) : Norma jeune
- 2004 : La Maison au bout du monde (A Home at the End of the World) : Emily

### Télévision
- 1990 : The Kissing Place (Téléfilm) : Melissa
- 1990-1993 : Street Legal (en) (série télévisée) : Kim Davis
- 1991 : La Malédiction 4 : L'Éveil (Omen IV: The Awakening) (Téléfilm) : Delia York
- 1994 : Le Bus magique (The Magic School Bus) (série télévisée) : Voix additionnelles
- 1994 : The Adventures of Dudley the Dragon (série télévisée) : Sally
- 1995 : L'Invité de Noël (A Holiday to Remember) (Téléfilm) : Jordy Giblin
- 1996 : Chahut au bahut (Flash Forward) (série télévisée) : Christine Harrison
- 1998 : Chair de poule (Goosebumps) (série télévisée) : Sue
- 1999 : Fais-moi peur ! (Are you afraid of the dark?) (série télévisée) : Meggie
- 2000 : Destins croisés (Twice in a Lifetime) (série télévisée) : Angel Ryder à 14 ans
- 2001 : Tout pour mon fils (en) (Dangerous Child) (Téléfilm) : Kayla
- 2002 : Coupable par amour (Guilt by Association) (Téléfilm) :  Hannah ado
- 2006 : I Am an Apartment Building (Téléfilm) : Une adolescente